# Dipteryginae
Dipteryginae je  tribus mahunarki iz potporodice iz potporodice Faboideae kojemu pripadaju 4 roda.

## Rodovi
1. genus Monopteryx Spruce ex Benth. (3 spp.)
2. genus Taralea Aubl. (6 spp.)
3. genus Pterodon Vogel (5 spp.)
4. genus Dipteryx Schreb. (11 spp.)